# East Arnhem
East Arnhem är en kommun i Australien. Den ligger i territoriet Northern Territory, omkring 540 kilometer öster om territoriets huvudstad Darwin. Antalet invånare var 9 026 vid folkräkningen 2016.
Följande finns i East Arnhem:
- Vattendrag:
  - Anarrama Creek (ett vattendrag)
  - Wonga Creek (ett vattendrag)

- Stränder:
  - Amurranga Beach (en strand)
  - Ayungkwiyungkwa Beach (en strand)
  - Birritjimi Beach (en strand)
  - Eight Mile Beach (en strand)
  - Eningkirra Beach (en strand)
  - Eninyena Beach (en strand)
  - Gangurimurru Beach (en strand)
  - Garanhan Beach (en strand)
  - Gurrukpuy Beach (en strand)
  - Malinymirri Beach (en strand)
  - Malkayubirra Beach (en strand)
  - Malkiyangwa Beach (en strand)
  - Marjirrumanja Beach (en strand)
  - Marngkala Beach (en strand)
  - Ngurrkwurrumanja Beach (en strand)
  - Numbarrila Beach (en strand)
  - Town Beach (en strand)
  - Wallaby Beach (en strand)

- Öar:
  - Bremer Island (en ö)
  - Groote Eylandt (en ö)
  - Miles Island (en ö)
  - South East Islet (en ö)
  - Winchelsea Island (en ö)

- Berg:
  - Mount Alexander (ett berg)
  - Mount Bonner (ett berg)
  - Mount Caledon (ett berg)
  - Mount Dundas (ett berg)
  - Mount Fawcett (ett berg)
  - Mount Fleming (ett berg)
  - Mount Grindall (ett berg)
  - Mount Harold (ett berg)